# 姫路市交通局モノレール線
モノレール線（モノレールせん）は、かつて兵庫県姫路市の姫路駅と手柄山駅の間で運行されていた、姫路市交通局（後の姫路市企業局交通事業部）の鉄道路線（モノレール）。
1966年（昭和41年）の姫路大博覧会開催に伴い、姫路駅と会場の一つであった手柄山の間の旅客輸送を目的として開業した。しかし博覧会の終了後は業績が低迷し、8年後の1974年 （昭和49年）に休止、1979年（昭和54年）に廃止となった。
『私鉄要覧』には路線名の記載は無く、一般には姫路市営モノレール（ひめじしえいモノレール）、姫路モノレール（ひめじモノレール）などと呼ばれていた。

## 路線データ
『鉄道ピクトリアル』1970年4月号に基づく。
- 路線距離：
  - 線路延長： 1,824 m（免許区間は姫路 - 手柄山南 2.0 km）
  - 営業キロ： 1,630 m
- 方式：跨座式（ロッキード式、軌道桁断面幅 900mm）
- 駅数：3駅（起終点駅含む）
- 複線区間：なし（全線単線）
- 電化区間：全線 直流600V（第三軌条方式）[注 1]
- 閉塞方式：なし
- 保安装置：ATS
- 最急勾配： 60 ‰（約3度26分。山陽電気鉄道本線オーバークロス部の前後）
- 最小半径： 80 m（大将軍駅の手柄山方）
- 所要時分： 下り（姫路→手柄山）3分50秒、上り（手柄山→姫路）4分40秒
上りの所要時間が50秒も長いのは、60‰の下り勾配を経ての姫路駅進入がATSによる10km/h制限が課されていたため[6]。

## 歴史
姫路市の戦後復興を指導した石見元秀市長の下、交通混雑の緩和と市勢拡大を目指して、市南部の工業地域や市北部の住宅地域と都心を結ぶ目的で企画された。石見は海外視察で乗車したアメリカのディズニーランドのモノレールの快適さに強く興味を引かれたという。
1966年4月6日から同年6月5日にかけて手柄山で開催された「姫路大博覧会」会場への輸送機関という名目で、姫路駅 - 手柄山駅間を先行開業させた。総工費14億5千万円と8か月の工期を要した。当初は開幕に先立つ4月3日の開業を予定していたが、姫路駅予定地の立ち退き交渉に手間取ったこと、台風や集中豪雨の影響もあって博覧会開幕には間に合わず、会期後半の5月17日になってようやく開業した。これに続けて飾磨・広畑の臨海工業地域まで路線を延ばすことが検討され、さらに市内に環状路線を建設し、日本海側の鳥取まで路線を延伸する壮大な構想が立てられていたという。
しかし、運行距離が短く、終端が山上の都市公園内という立地もあって、姫路博終了後は利用者が激減。開業初年度は402,967人だった利用者数も、翌年（1967年）度には334,517人、翌々年（1968年）度は245,718人と、当初予想の100万人を大きく割り込んだ。輸送密度も毎年300 - 400人台が続き、国鉄の特定地方交通線並みに低迷していた。起終点の立地もさることながら、並行する山陽電気鉄道の姫路 - 手柄間の運賃が1969年まで20円、1974年まで30円だった時期に、姫路 - 手柄山間が100円という高額な運賃の影響も大きく、「タクシーの方が安かった」とまで言われた。営業係数は開業した1966年で195、翌年以降は400を超える水準で推移し、毎年1億円余りの資金が姫路市の一般会計から投入され、一部の市民からは「市のお荷物」とまで言われたという。建設費も当初見積もりの7億5000万円から15億円超にまで膨らんでいた。
開業前から革新勢力を中心にモノレール建設反対運動が展開され、1964年7月に反対派はモノレール建設の仮契約が姫路市契約条例に違反するとして監査請求を行い、これが却下されると行政訴訟も提起された。これらは成果を上げることができず1965年4月の市議会でモノレール建設予算が承認されたが、この確執が契機となり石見市政に対する住民の不満や不信感が高まっていく。1967年4月の姫路市長選挙において、革新勢力等の支持を受けた吉田豊信が石見を破って当選すると、吉田は直ちにモノレール事業の見直しに着手する。1967年8月30日にモノレール対策審議会が設置されると吉田はモノレールの存廃等について諮問し、審議会は同年10月12日に「モノレールの路線延長は不可能」とする結論を出し、10月24日には「モノレール事業を交通事業として継続することには賛成できない。また観光事業としても成算の見通しはたたない。事業を打ち切るにしても多くの難点がある。目下の事態では運営の合理化を図り、乗客誘致策を講じ、損失を最小限にとどめて経営を継続し、欠損額と創業建設費については一般会計で負担するしか方法はない。」と答申、事実上「打つ手なし」として審議会は解散した。
当時は国からの補助金交付制度がなかったこともあり、累積赤字が膨らみ、また路線も延伸されないまま「乗客増が見込めない」「老朽化による維持修繕費の増大が見込まれる」「特殊な構造のため部品補充が難しい」などの理由により、第一次オイルショック後の1974年にわずか8年で営業休止となり、1979年に正式に廃止された。この営業期間はモノレールでは約1年4か月で休止となったドリーム開発ドリームランド線の次に短い。1974年4月時点での累積赤字は10億7200万円にも達していた。
廃止後も軌道桁などの設備は、撤去費用や起債の償還等の問題もあり放置されていたが、一部で歩道化など再利用についての検討も行われていた。この間、休止中は実施されていた、保線車両による保守が廃止で取りやめとなった結果、1984年10月13日夜に手柄山駅北方で老朽化した饋電線が800mにわたって落下する事故が発生。このため同年以後は他事業に絡む部分から撤去が開始された。しかし恒久施設として建設された鉄筋コンクリート製橋脚の解体や、大型レッカー車の手配を要する軌道桁の撤去には約20億円もの費用がかかるため、現在でも軌道跡下にビルなどが建っている部分などを中心に橋脚や軌道桁が撤去されずに残っている区間がある。1991年には社会学者の鵜飼正樹が、古代ローマの水道橋をも連想させるこの廃線跡を「現代遺跡」と命名した。

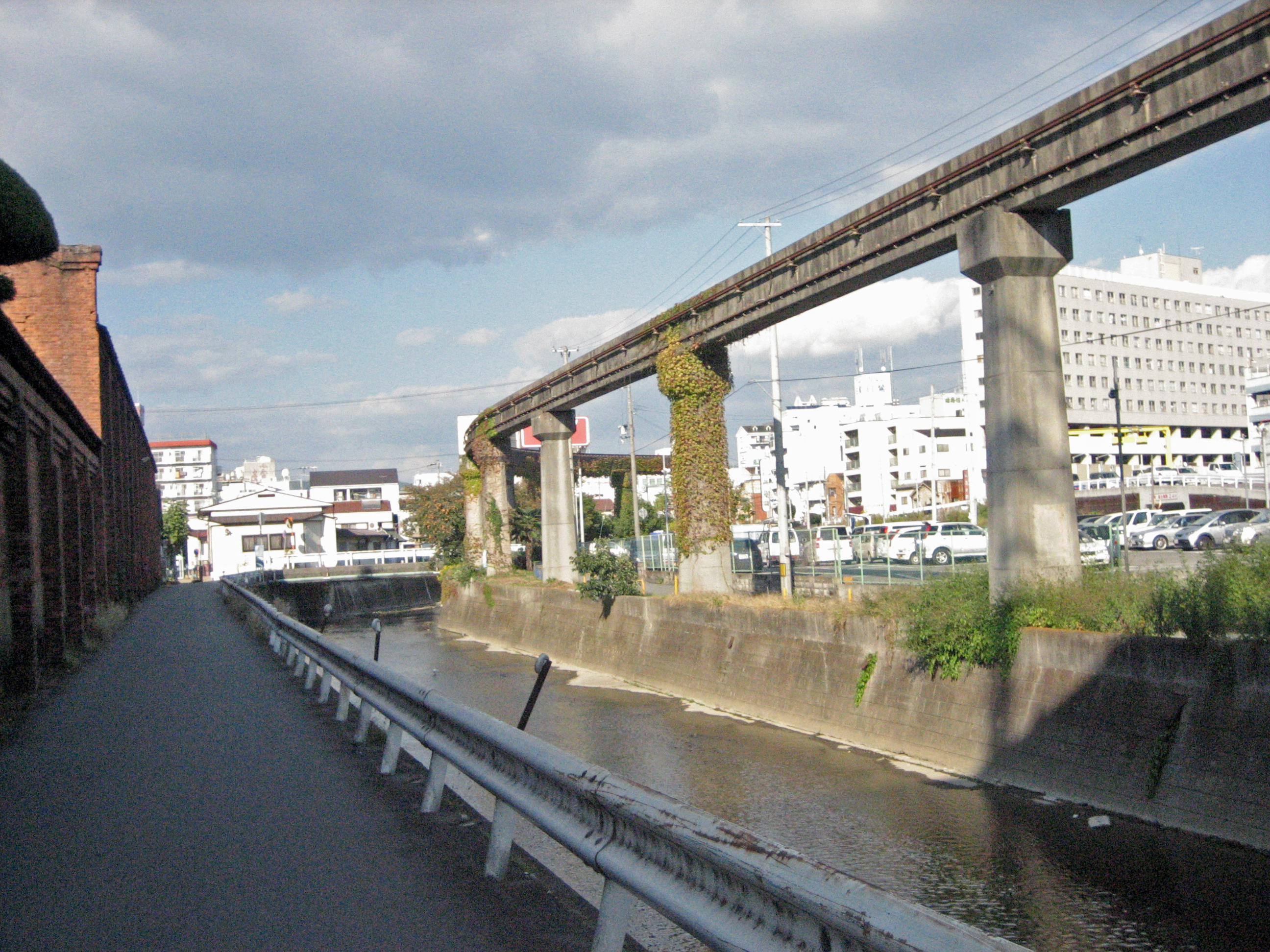
船場川沿いの路線跡
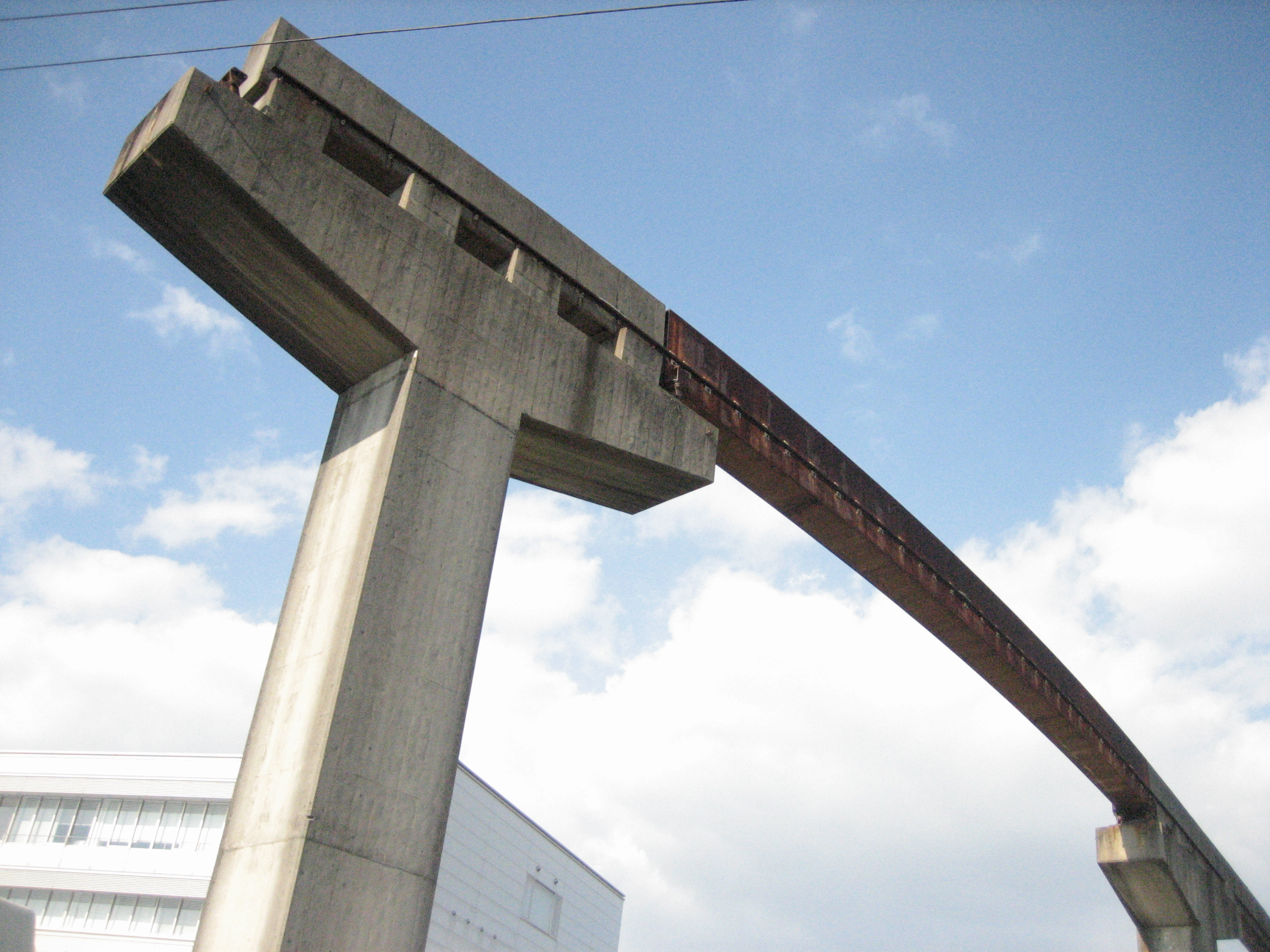
路線の支柱

### 年表
- 1966年（昭和41年）5月17日 - 姫路駅 - 手柄山駅間 (1.6 km) が開業。
- 1968年（昭和43年）
  - 1月31日 - 大将軍駅休止。
  - 7月21日 - それまでの15分間隔から20分間隔に減便。
- 1974年（昭和49年）4月11日 - 休止[24]。本来は3月31日休止予定だったが、運輸省（当時）からの休止許可の交付遅れで延びていた[25]。さよなら運転は前日4月10日[26]。
- 1979年（昭和54年）1月26日 - 廃止。
- 2020年（令和2年）9月28日 - 姫路市営モノレール遺構群（旧手柄山駅舎〈現手柄山交流ステーション〉など）が土木学会選奨土木遺産に認定[27][28]。

## 利用状況
姫路市営モノレール線が営業していた8年間の各年度ごとの輸送・営業実績を下表に記す。輸送量は目標に遠く届かなかった。下表では、各項目の最高値を赤色の背景色で、最低値を青色で表示している。
| 年 度              | 輸送人員 千人 | 輸送密度 千人/km | 旅客運賃収入 千円 | 営業収入 千円 | 営業費 千円 | 営業係数 % | 特記事項                                                           |
| ------------------ | ------------- | ---------------- | ----------------- | ------------- | ----------- | ---------- | ------------------------------------------------------------------ |
| 1966年（昭和41年） | 403           | 645              | 32,917            | 33,501        | 65,363      | 195        | 5月17日営業開始                                                    |
| 1967年（昭和42年） | 334           | 541              | 21,856            | 22,421        | 91,901      | 410        |                                                                    |
| 1968年（昭和43年） | 246           | 410              | 21,339            | 22,317        | 78,435      | 352        |                                                                    |
| 1969年（昭和44年） | 255           | 417              | 22,034            | 22,508        | 100,738     | 442        |                                                                    |
| 1970年（昭和45年） | 217           | 355              | 17,006            | 17,861        | 82,372      | 461        |                                                                    |
| 1971年（昭和46年） | 226           | 368              | 19,145            | 20,451        | 85,962      | 420        |                                                                    |
| 1972年（昭和47年） | 211           | 344              | 17,738            | 19,051        | 90,182      | 473        |                                                                    |
| 1973年（昭和48年） | 241           |                  | 20,192            |               |             |            | 『交通年鑑』昭和50年度版には「休止中」としてデータ無し             |
| 1974年（昭和49年） | 12            |                  | 646               |               |             |            | 4月11日休止 『交通年鑑』昭和51年度版には「休止中」としてデータ無し |

## 駅一覧
全駅兵庫県姫路市に所在。括弧内は姫路駅からの累計営業キロ。
姫路駅 (0.0km) - 大将軍駅 (0.5 km) - 手柄山駅 (1.6 km)

## システム
跨座式モノレールで、ロッキード式と称された。軌道桁上に一本設置された、当時の新幹線と同じ50Tレール上を鉄車輪で走行する方式で、桁の両側には下部安定輪用の22kgレールが、手柄山に向かって右側に給電用の30kgレールが取り付けられていた。高速走行も可能で一般的な鉄道車両技術とも一定の共通性があり、都市交通機関として発展が期待された。しかし走行時の騒音は、後年日本跨座式として標準化されたゴムタイヤを用いる日立アルウェーグ式に比べて格段に大きく、特に国鉄山陽本線を乗り越えるトラス橋を中心とする鋼製橋梁部分の通過時には、大きな反響音が発生した。システム開発に携わったアメリカのロッキード社は、最終期はモノレール市場そのものから撤退し、日本ロッキード・モノレール社も1970年9月に解散した。これに伴う補修部品の供給難と予算不足で車両、軌道共に保守状態が悪化し、乗り心地も著しく低下した。部品不足を補うため、4両在籍した旅客車のうち1 - 2両を休車として部品の補填を行った。
鉄車輪と鉄軌条を用いるロッキード式は、最高160 km/hまで可能とされた高速走行の利点がある一方、急勾配登坂能力と静粛性の点で不利であり、未来の都市交通の担い手としては、部品供給を絶たれたこの方式の継続使用に合理性は無かった。
ロッキード式は日本国内では他に、小田急電鉄の向ヶ丘遊園モノレール線に採用された。こちらは部品を自社工場で製作する技術力と資金力があり、一般鉄道の車両と親和性の高いロッキード式のシステムもあって保守上致命的な問題が長期にわたって発生せず、姫路市営線の廃止後も長く運行されたが、最終的には台車に亀裂が入り代替部品の確保も困難なことから2000年に運行休止となった。

## 使用車両

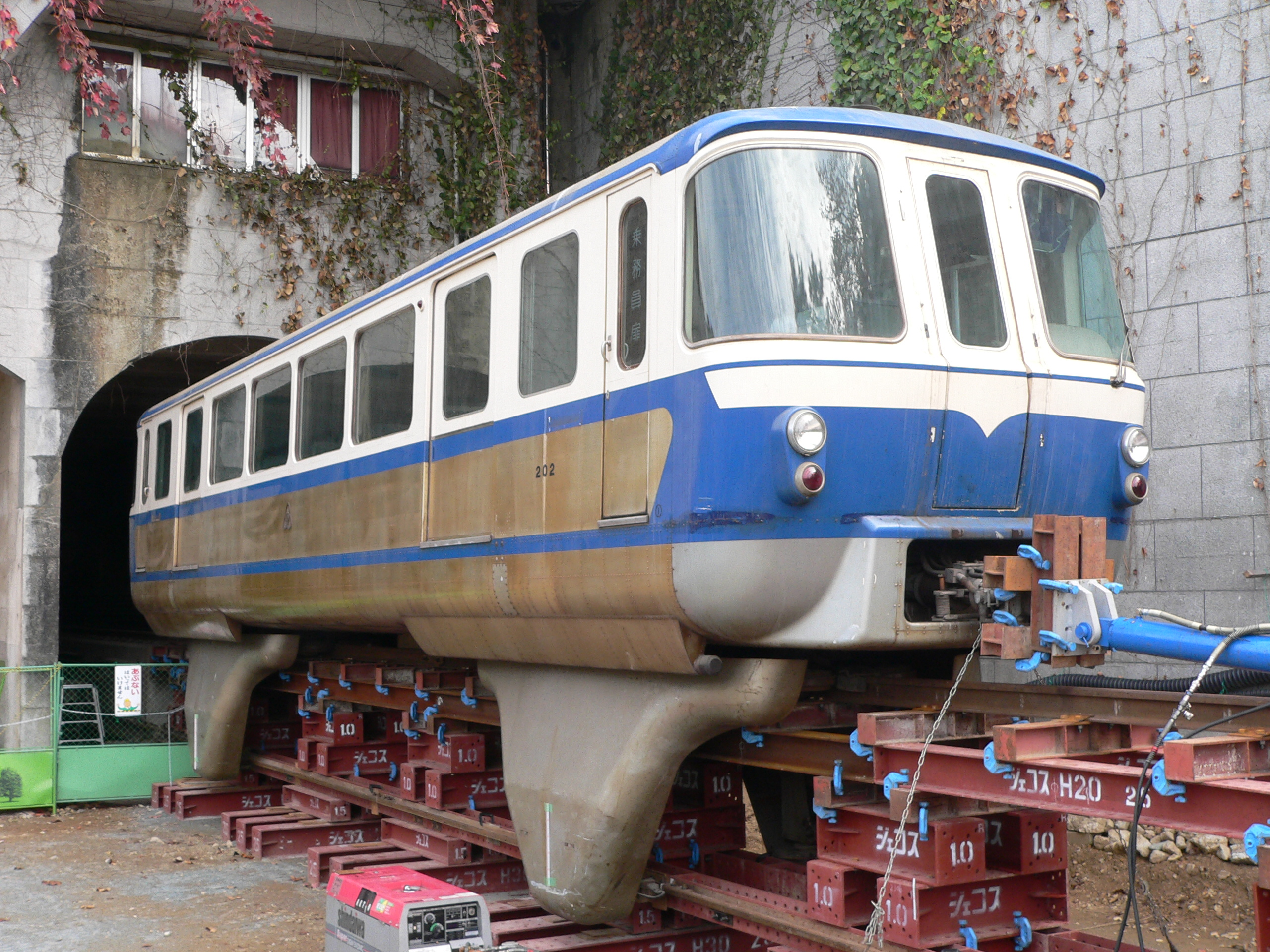
200形202。同型の201（写真の奥にあるホーム内に先に移動させられた）と共に保存されることとなった。かつてポイントのあった場所に仮設桁を設けて、油圧ジャッキ（連結器に取り付けられた青い棒）で移動させられた（2009年11月15日の公開イベントにて）

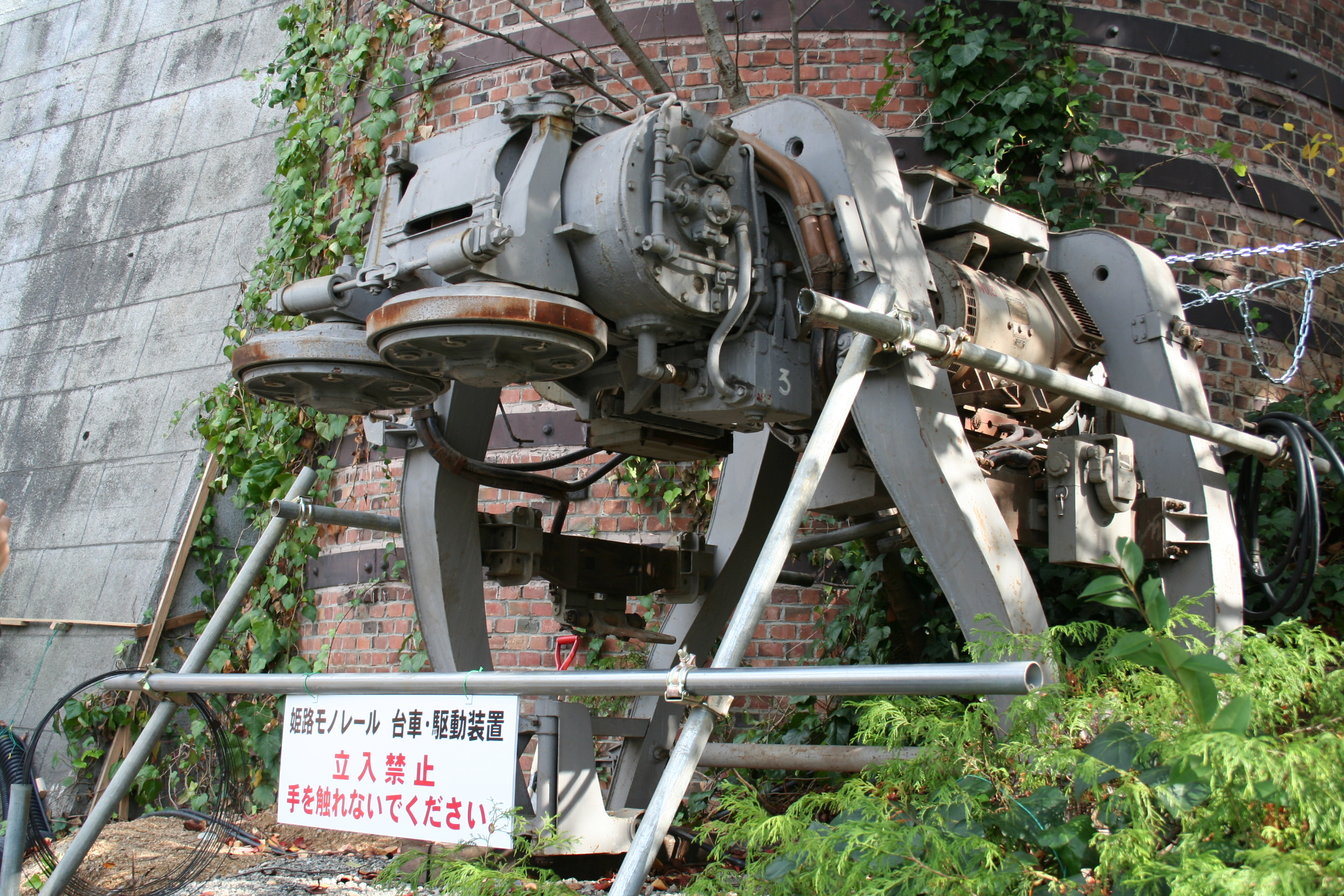
ロッキード式モノレール台車。ただしこの画像のものは下側の左右安定輪が取り外されている（同上）

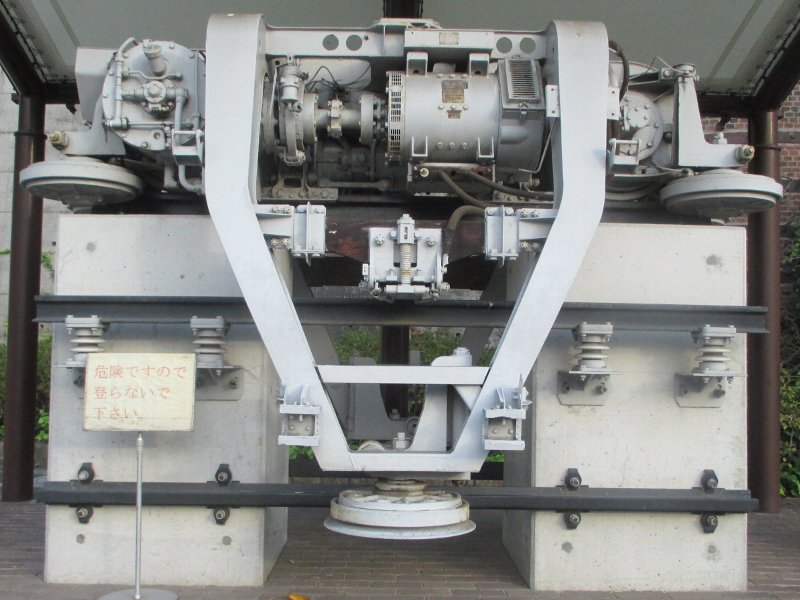
再塗装されて手柄山交流ステーションに屋外展示されているロッキード式モノレール台車。

開業時に片運転台式の100形101・102、両運転台式の200形201・202の計4両が川崎航空機岐阜工場で製造された。これらは同じロッキード式の小田急500形電車が観光路線向けの「標準I型」と呼ばれたのに対して、より大型の「標準II型」と呼ばれていた。他に内燃式の軌道点検車が1両あった。
アルミニウム合金製の部材を沈頭鋲で組み立てるという、完全に航空機の流儀で設計された軽量セミモノコック構造の流線型車体で、全長15m、全幅2.9m、自重は100形が18t、200形が18.4t。車体前面は曲面ガラスと貫通扉を組み合わせ、100形の連結面と200形には貫通幌が装着された。窓配置は100形がd1D4D11（d；乗務員扉、D：客用扉、D隣接の1枚窓は戸袋窓で幅が約半分、それ以外は約1.5m幅の広窓を採用した）、200形がd1D4D1dである。車内は窓配置に合わせた固定式クロスシートのみという、当時としては贅沢な設計であった。側窓は、常用で約11センチ、非常で約35センチ下降させることができた。天井にはファンデリアが設置され、常時稼働で強制換気を実施した。モノレール特有の非常脱出装備として円筒形の脱出シュートが各車両に備え付けられ、非常時には扉外側につり下げられることになっていた。
電装品は明電舎製の端子電圧300Vの75kW級主電動機を4基搭載、直角カルダン駆動により各台車の各車輪を個別に駆動し、4.0km/h/sという高加速性能を実現した。
台車は川崎車両が製作した、ダイアフラム式空気バネとトーションバーを組み合わせた特徴的な構造の2軸ボギー式で、610mm径の弾性車輪を採用、タイヤのフラット発生が直接乗り心地に悪影響をおよぼすため、自動車によく見られたドラムブレーキが採用された。ブレーキシステムは三菱電機製HSC電磁直通ブレーキで回路構成の簡略化のためか発電制動はなく、減速度は4.0km/h/sである。車輪径が610mmと小型であるため、コンパクトかつ低い車高で完全にフラットな床面構造を実現していた。
姫路博期間中は3両編成で運行されていた。姫路博終了後は200系の単行でも十分な程度の乗客しかいなかったが、万一の故障に備えて2両編成で運行されていた。

## 政策的特徴
全体構想は一般的な市内交通としての位置付けであったが、開業区間は都心地域と都市公園（手柄山総合公園）を地理的に近づける水平エレベーター（短距離の公共交通機関をエレベーターに例えたもの）としての機能が意識されていた。また手柄山公園の駐車場を利用したパークアンドライド・観光バスアンドライド（観光バスを郊外に置き公共交通機関へ乗り換えること）を実施するなど、非常に先進的な実施事例があった。北部の野里方面、南部の飾磨方面まで延伸する計画もあった。